# 内肯马克特
内肯马克特是奥地利布尔根兰州上普伦多夫县的一个市镇。总面积26.92平方公里，总人口1721人，人口密度63.9人/平方公里（2001年）。